# Temporada 2007 del fútbol colombiano
La Temporada 2007 del fútbol colombiano abarcó todas las actividades relativas a campeonatos de fútbol profesional, nacionales e internacionales, disputados por clubes colombianos, y por las selecciones nacionales de este país, en sus diversas categorías.

## Torneos locales

### Categoría Primera A

#### Torneo Apertura
- Final

| Fecha                                                                                  | Ciudad   | Equipo local      | Resultado | Equipo visitante  |
| -------------------------------------------------------------------------------------- | -------- | ----------------- | --------- | ----------------- |
| 13 de junio                                                                            | Neiva    | Atlético Huila    | 0 : 1     | Atlético Nacional |
| 17 de junio                                                                            | Medellín | Atlético Nacional | 2 : 1     | Atlético Huila    |
| Atlético Nacional se consagró campeón al ganar la final con un marcador global de 3:1. |          |                   |           |                   |

| Campeón Atlético Nacional Noveno título |

#### Torneo Finalización
- Final

| Fecha                                                                                        | Ciudad   | Equipo local      | Resultado | Equipo visitante  |
| -------------------------------------------------------------------------------------------- | -------- | ----------------- | --------- | ----------------- |
| 16 de diciembre                                                                              | Bogotá   | La Equidad        | 0 : 3     | Atlético Nacional |
| 19 de diciembre                                                                              | Medellín | Atlético Nacional | 0 : 0     | La Equidad        |
| Atlético Nacional se coronó campeón del campeonato tras ganar con un marcador global de 3:0. |          |                   |           |                   |

| Campeón Atlético Nacional Décimo título |

#### Tabla de reclasificación
Contiene la sumatoria de los puntajes obtenidos por cada equipo en los Torneos Apertura y Finalización de la Primera A. Define a los tres equipos que jugarán la Copa Libertadores 2008 y los dos que estarán en la Copa Sudamericana 2008.
| Pos | Equipo                 | Pts | PJ | G  | E  | P  | GF | GC | Dif |
| --- | ---------------------- | --- | -- | -- | -- | -- | -- | -- | --- |
| 1.  | Atlético Nacional      | 104 | 52 | 30 | 14 | 8  | 86 | 42 | 44  |
| 2.  | Cúcuta Deportivo       | 79  | 48 | 22 | 13 | 13 | 73 | 49 | 24  |
| 3.  | Boyacá Chicó           | 67  | 48 | 18 | 13 | 17 | 52 | 53 | -1  |
| 4.  | Deportivo Cali         | 63  | 42 | 15 | 18 | 9  | 59 | 46 | 13  |
| 5.  | América de Cali        | 63  | 42 | 17 | 12 | 13 | 54 | 56 | -2  |
| 6.  | Deportivo Pasto        | 61  | 42 | 16 | 13 | 13 | 52 | 40 | 12  |
| 7.  | La Equidad             | 60  | 44 | 15 | 15 | 14 | 54 | 52 | 2   |
| 8.  | Deportes Tolima        | 59  | 42 | 17 | 8  | 17 | 58 | 51 | 7   |
| 9.  | Millonarios            | 59  | 42 | 16 | 11 | 15 | 51 | 53 | -2  |
| 10. | Independiente Medellín | 57  | 42 | 16 | 9  | 17 | 61 | 65 | -4  |
| 11. | Atlético Huila         | 56  | 44 | 15 | 11 | 18 | 50 | 61 | -11 |
| 12. | Once Caldas            | 54  | 42 | 14 | 12 | 16 | 51 | 52 | -1  |
| 13. | Santa Fe               | 46  | 42 | 11 | 13 | 18 | 43 | 63 | -20 |
| 14. | Atlético Bucaramanga   | 44  | 36 | 12 | 8  | 16 | 43 | 49 | -6  |
| 15. | Deportes Quindío       | 44  | 36 | 12 | 8  | 16 | 43 | 49 | -6  |
| 16. | Junior                 | 41  | 36 | 10 | 11 | 15 | 39 | 54 | -15 |
| 17. | Deportivo Pereira      | 32  | 36 | 6  | 14 | 16 | 29 | 46 | -17 |
| 18. | Real Cartagena         | 31  | 36 | 6  | 13 | 17 | 30 | 47 | -17 |

 Pts=Puntos; PJ=Partidos jugados; G=Partidos ganados; E=Partidos empatados; P=Partidos perdidos; GF=Goles a favor; GC=Goles en contra; DIF=Diferencia de gol.
|  | Campeón, clasificado a la fase de grupos de la Copa Libertadores 2008. |
|  | Clasificado a la fase de grupos de la Copa Libertadores 2008.          |
|  | Clasificado a la primera fase de la Copa Libertadores 2008.            |
|  | Clasificado a la Copa Sudamericana 2008.                               |

- Fuente: Web oficial de Dimayor</ref>

### Categoría Primera B
El campeón del Torneo Apertura fue el Envigado F. C. al vencer en la final al Academia de Bogotá.
El Torneo Finalización también fue ganado por el Envigado F. C. al superar en la final nuevamente a Academia por marcador de 2:1 en los dos partidos disputados.
Por ende Envigado F. C. se coronó campeón de la Categoría Primera B en 2007.

| Colombia                              |
| Campeón Envigado F. C. Segundo título |

#### Serie de promoción
La serie de promoción por el ascenso la juega Academia, subcampeón del año, frente al Deportivo Pereira equipo que ocupó la casilla 17 en la tabla de descenso.
| Fecha | Ciudad  | Equipo local      | Resultado | Equipo visitante  |
| --- | ------- | ----------------- | --------- | ----------------- |
| 28 de noviembre                                                                                            | Bogotá  | Academia          | 1 - 1     | Deportivo Pereira |
| 1 de diciembre                                                                                             | Pereira | Deportivo Pereira | 3 - 1     | Academia          |
| Deportivo Pereira permanece en la Primera A para la temporada 2008 al ganar con el marcador global de 4-2. |         |                   |           |                   |

### Ascensos y descensos
Los ascensos y descensos en el fútbol colombiano se definen por la Tabla de descenso, la cual promedia las campañas 2005-I, 2005-II, 2006-I, 2006-II, 2007-I y 2007-II. Los puntos de la tabla se obtienen de la división del puntaje total entre partidos jugados.
El último  en dicha tabla descenderá a la Categoría Primera B dándole el ascenso directo al campeón de la segunda categoría. Por su parte el equipo que ocupe el penúltimo lugar  en la Tabla de descenso, disputará la serie de promoción ante el subcampeón de la Primera B en partidos de ida y vuelta.
En la Tabla de descenso no cuentan los partidos por cuadrangulares semifinales ni final del campeonato. Únicamente los de la fase todos contra todos.

#### Tabla del descenso
| Pos | Equipo                 | PTS | PJ  | PROM  |
| --- | ---------------------- | --- | --- | ----- |
| 1.  | Atlético Nacional      | 193 | 108 | 1,787 |
| 2.  | Cúcuta Deportivo       | 176 | 108 | 1,630 |
| 3.  | Deportes Tolima        | 173 | 108 | 1,602 |
| 4.  | Deportivo Cali         | 162 | 108 | 1,500 |
| 5.  | Deportivo Pasto        | 161 | 108 | 1,491 |
| 6.  | Once Caldas            | 158 | 108 | 1,463 |
| 7.  | Independiente Medellín | 156 | 108 | 1,444 |
| 8.  | Millonarios            | 150 | 108 | 1,389 |
| 9.  | Boyacá Chicó           | 146 | 108 | 1,352 |
| 10. | América de Cali        | 146 | 108 | 1,352 |
| 11. | Santa Fe               | 143 | 108 | 1,324 |
| 12. | Deportes Quindío       | 139 | 108 | 1,287 |
| 13. | Atlético Huila         | 139 | 108 | 1,287 |
| 14. | La Equidad             | 132 | 108 | 1,222 |
| 15. | Junior                 | 132 | 108 | 1,222 |
| 16. | Atlético Bucaramanga   | 128 | 108 | 1,185 |
| 17. | Deportivo Pereira      | 126 | 108 | 1,167 |
| 18. | Real Cartagena         | 116 | 108 | 1,074 |

|  | Disputó y ganó la serie de promoción. |
|  | Descendido a la Categoría Primera B   |

 Pts=Puntos; PJ=Partidos jugados; Prom=Promedio para el descenso
| Categorías          | Equipo descendido | Equipo ascendido |
| ------------------- | ----------------- | ---------------- |
| Primera A Primera B | Real Cartagena    | Envigado F. C.   |

## Torneos internacionales

### Copa Libertadores
Los representativos colombianos fueron:
| Equipo          | Pt | PJ | PG | PE | PP | GF | GC | DG  |
| --------------- | -- | -- | -- | -- | -- | -- | -- | --- |
| Deportivo Pasto | 0  | 6  | 0  | 0  | 6  | 3  | 14 | -11 |

- Eliminado en el Grupo 8

| Equipo          | Pt | PJ | PG | PE | PP | GF | GC | DG |
| --------------- | -- | -- | -- | -- | -- | -- | -- | -- |
| Deportes Tolima | 7  | 6  | 2  | 1  | 3  | 5  | 6  | -1 |

- Eliminado en el Grupo 3 por Cúcuta Deportivo

| Equipo           | Pt | PJ | PG | PE | PP | GF | GC | DG |
| ---------------- | -- | -- | -- | -- | -- | -- | -- | -- |
| Cúcuta Deportivo | 19 | 12 | 5  | 4  | 3  | 21 | 16 | +5 |

- Eliminado en semifinales

### Copa Sudamericana
Los representativos colombianos fueron:
| Equipo            | Pt | PJ | PG | PE | PP | GF | GC | DG |
| ----------------- | -- | -- | -- | -- | -- | -- | -- | -- |
| Atlético Nacional | 7  | 4  | 2  | 1  | 1  | 4  | 3  | +1 |

- Eliminado en Dieciseisavos de final por Millonarios.

| Equipo      | Pt | PJ | PG | PE | PP | GF | GC | DG |
| ----------- | -- | -- | -- | -- | -- | -- | -- | -- |
| Millonarios | 15 | 10 | 4  | 3  | 3  | 11 | 10 | +1 |

- Eliminado en semifinales.

## Selección nacional

### Mayores
Luego de que en el mes de diciembre de 2006 fuera nombrado Jorge Luis Pinto como seleccionador nacional, la selección Colombia inició su proceso hacia la Copa América 2007 con varios juegos amistosos.
En el Grupo "C" del certamen, Colombia ocupó el tercer lugar luego de caer 0-5 ante Paraguay, 2-4 con Argentina, y vencer 1-0 a Estados Unidos.
Desde el mes de octubre juega la clasificación para la Copa Mundial de Fútbol de Sudáfrica 2010, que contempla cuatro juegos entre octubre y noviembre.

#### Partidos de la Selección mayor en 2007
| Fecha            | Lugar                                                | Rival          | Marcador | Competencia                  | Goles de Colombia                                                            |
| ---------------- | ---------------------------------------------------- | -------------- | -------- | ---------------------------- | ---------------------------------------------------------------------------- |
| 7 de febrero     | Estadio General Santander Cúcuta, Colombia           | Uruguay        | 1 - 3    | Amistoso                     | Hugo Rodallega 81'                                                           |
| 25 de marzo      | Estadio Orange Bowl Miami, Estados Unidos            | Suiza          | 3 - 1    | Amistoso                     | Edixon Perea 5' Jhon Viáfara 55' Andrés Chitiva 84'                          |
| 28 de marzo      | Estadio El Campín Bogotá, Colombia                   | Paraguay       | 2 - 0    | Amistoso                     | Aquivaldo Mosquera 32' Álvaro Domínguez 86'                                  |
| 9 de mayo        | Estadio Rommel Fernández Ciudad de Panamá, Panamá    | Panamá         | 0 - 4    | Amistoso                     | Humberto Mendoza 20' César Valoyes 58' Hugo Rodallega 63' Yulián Anchico 68' |
| 3 de junio       | Estadio Matsumoto Matsumoto, Japón                   | Montenegro     | 1 - 0    | Copa Kirin                   | Radamel Falcao García 33'                                                    |
| 5 de junio       | Estadio de Saitama Saitama, Japón                    | Japón          | 0 - 0    | Copa Kirin                   | -                                                                            |
| 23 de junio      | Estadio Metropolitano Barranquilla, Colombia         | Ecuador        | 3 - 1    | Amistoso                     | Hugo Rodallega 17' Mario Yepes 31' Edixon Perea 80'                          |
| 28 de junio      | Estadio José Encarnación Romero Maracaibo, Venezuela | Paraguay       | 5 - 0    | Copa América                 | -                                                                            |
| 2 de julio       | Estadio José Encarnación Romero Maracaibo, Venezuela | Argentina      | 4 - 2    | Copa América                 | Edixon Perea 10' Jaime Castrillón 76'                                        |
| 5 de julio       | Estadio Metropolitano Barquisimeto, Venezuela        | Estados Unidos | 1 - 0    | Copa América                 | Jaime Castrillón 15'                                                         |
| 22 de agosto     | Dick's Sporting Goods Park Denver, Estados Unidos    | México         | 1 - 0    | Amistoso                     | Jaime Castrillón 53'                                                         |
| 8 de septiembre  | Estadio Monumental de Lima Lima, Perú                | Perú           | 2 - 2    | Amistoso                     | Wason Rentería 28' Radamel Falcao García 71'                                 |
| 12 de septiembre | Estadio El Campín Bogotá, Colombia                   | Paraguay       | 1 - 0    | Amistoso                     | Wason Rentería 37'                                                           |
| 14 de octubre    | Estadio El Campín Bogotá, Colombia                   | Brasil         | 0 - 0    | Eliminatorias Sudáfrica 2010 | -                                                                            |
| 17 de octubre    | Estadio Hernando Siles La Paz, Bolivia               | Bolivia        | 0 - 0    | Eliminatorias Sudáfrica 2010 | -                                                                            |
| 17 de noviembre  | Estadio El Campín Bogotá, Colombia                   | Venezuela      | 1 - 0    | Eliminatorias Sudáfrica 2010 | Rubén Darío Bustos 81'                                                       |
| 20 de noviembre  | Estadio El Campín Bogotá, Colombia                   | Argentina      | 2 - 1    | Eliminatorias Sudáfrica 2010 | Rubén Darío Bustos 62' Dayro Moreno 82'                                      |

### Sub-20
La selección de fútbol sub 20 de Colombia, dirigida por Eduardo Lara, fue eliminada de disputar el Mundial de Canadá al quedar último en la ronda final del Sudamericano de Paraguay.

### Sub-17
La selección de fútbol sub 17 de Colombia, también dirigida por Eduardo Lara, clasificó al Mundial de Corea del Sur luego de quedar subcampeón del Sudamericano de Ecuador.
El seleccionado sub-17 también participó en el torneo de fútbol de los Juegos Panamericanos de 2007, al cual clasificó por el sudamericano de Ecuador, siendo este el torneo de preparación antes del mundial. En el Grupo C, Colombia fue segunda detrás de Jamaica, equipo clasificado. En la zona también jugaron Argentina y Haití, también eliminados.
Ya en el certamen mundial, Colombia clasificó tercera del Grupo F detrás de Ghana y Alemania respectivamente. Ya en Octavos de final, la selección fue eliminada al caer 1-2 ante Nigeria, equipo que a la postre se coronó campeón.